# Embalse de Fratel
El embalse de Fratel (en portugués: albufeira de Fratel) es una obra de ingeniería hidroeléctrica construida en el curso bajo del río Tajo, en el límite entre los distritos de Castelo Branco y Portalegre, a 13 km de Fratel, la localidad que le da nombre, en Portugal.

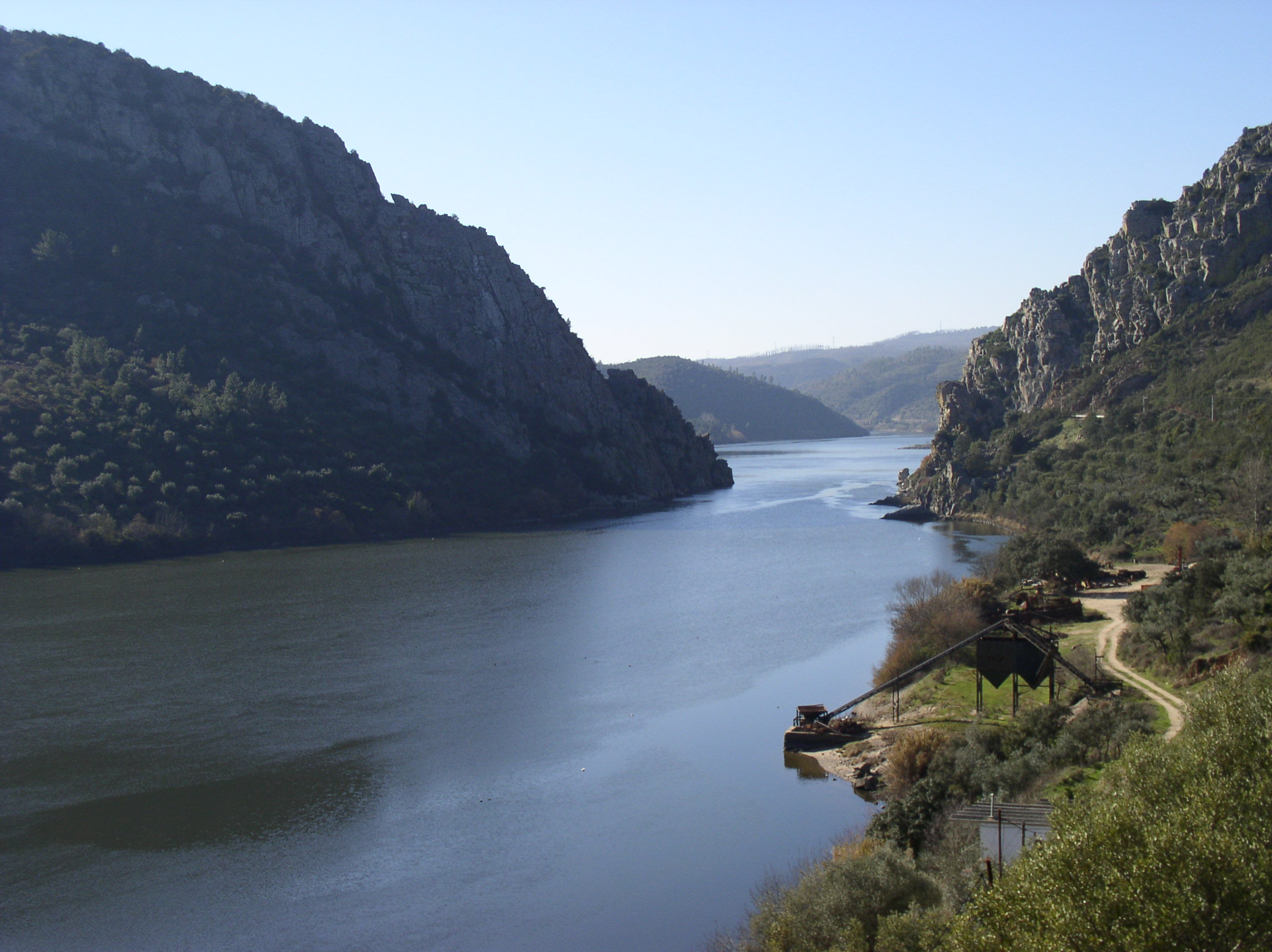
Puertas de Ródão

Además de su función en la generación de energía eléctrica, el embalse de Fratel permite la práctica de actividades recreativas como la pesca, la natación, el windsurf, el esquí acuático, la navegación a vela y el uso de motos acuáticas.
Es importante señalar que la creación de este embalse inundó una parte significativa de los núcleos de grabados rupestres del valle del Tajo, así como un tramo del antiguo muro de sirga del río.
El entorno del embalse es notable por las Puertas de Ródão, declaradas monumento natural en 2009. Tras la presa se encuentra la desembocadura del río Ocreza, en una de las gargantas más estrechas del Tajo. En sus inmediaciones, existen instalaciones como muelles, fondeaderos y rampas de acceso, lo que facilita diversas actividades náuticas.